# Francis Fry
Francis Fry (28 de octubre de 1803 – 12 de noviembre de 1886) fue el principal industrial inglés del chocolate del siglo XIX, inventor de las tabletas de chocolate. Miembro de la comunidad cuáquera de Bristol, se opuso frontalmente a la esclavitud, y estableció un sistema paternalista de gestión de la empresa que dirigió con sus hermanos, J. S. Fry & Sons. Como bibliógrafo, reunió una colección de más de 1300 ediciones de la Biblia y del Nuevo Testamento.

## Semblanza
A la muerte en 1835 de Joseph Storrs II (hijo de Joseph Storrs Fry), sus hijos Francis, Richard y Joseph (1795–1879), se hicieron cargo de la empresa familiar. En 1847, los tres hermanos descubrieron que mezclando la manteca de cacao con el chocolate en polvo fabricado por el procedimiento de Coenraad Johannes van Houten y azúcar, se obtiene una pasta moldeable adecuada para fabricar chocolate en tabletas.
Hacia 1880, controlaban la primera chocolatera del mundo, que ocupaba el centro de Bristol y empleaba a 1500 obreros. Coleccionista de biblias antiguas que hizo reeditar bajo forma de facsímiles para venderse a gran escala, invirtió también en la sociedad de distribución de agua de la ciudad de Bristol y en una compañía ferroviaria regional, el Bristol and Gloucester Railway. Viviendo de forma modesta, estuvo muy implicado en los asuntos de la comunidad cuáquera de Bristol.
Imbuido de propósitos moralizadores al igual que otros industriales cuáqueros ingleses (como por ejemplo John Cadbury, el fundador de la sociedad del mismo nombre), Francis Fry era un antiesclavista convencido de que rechazaba el cacao procedente de las plantaciones portuguesas de África, donde trabajaba una abundante mano de obra privada de libertad. Se preocupó también por las condiciones laborales de los obreros de su manufactura, alojados en pabellones edificados a su costa. El alcohol y las «diversiones indecentes» (como bailes, juegos de cartas y apuestas) estaban prohibidos.
Su paternalismo recuerda al de John Owen en Lanark, en las fábricas de algodón de Escocia. Cuando un obrero se casaba, recibía una Biblia de manos del propio Joseph Fry, acompañada de un sermón sobre el respeto de los preceptos évangélicos. La jornada de trabajo estaba limitada a ocho horas, y la semana laboral finalizaba el sábado al mediodía. Además, se incentivaba la creación de asociaciones culturales y deportivas.
A su muerte en 1886, fue sucedido por su hijo Francis J. Fry. En 1919, la casa Fry & Sons, fundada un siglo y medio antes, se fusionó con la empresa Cadbury Brothers.